# Liste der Straßen und Plätze im 19. Arrondissement (Paris)
Diese Liste führt alle Straßen und Plätze im 19. Arrondissement von Paris auf.

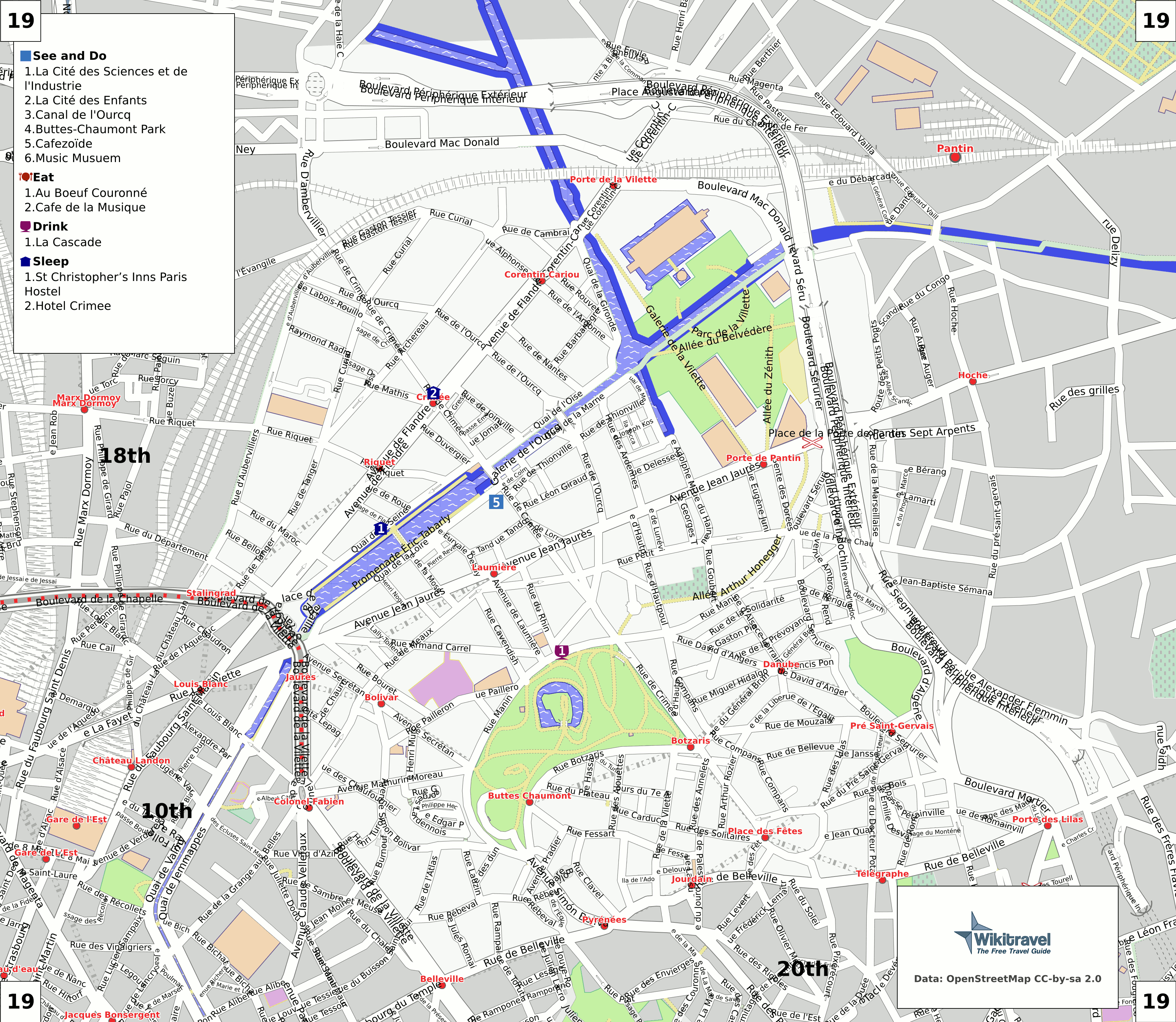
Plan des 19. Arrondissements von Paris

## Liste

### A
- Voie AA/19
- Voie AC/19
- Voie AD/19
- Rue Adolphe-Mille
- Villa de l’Adour
- Villa des Aigrettes
- Rue de l’Aisne
- Villa Albert-Robida
- Rue Alexander-Fleming
- Rue Alexandre-de-Humboldt
- Villa Alexandre-Ribot
- Boulevard d’Algérie
- Quai de l’Allier
- Rue des Alouettes
- Rue Alphonse-Aulard
- Rue Alphonse-Karr
- Villa d’Alsace
- Rue d’Alsace-Lorraine
- Voie AM/19
- Villa Amalia
- Avenue Ambroise-Rendu
- Voie AN/19
- Rue André-Danjon
- Rue André-Dubois
- Impasse des Anglais
- Allée Anne-de-Beaujeu
- Rue des Annelets
- Voie AO/19
- Voie AP/19
- Square d’Aquitaine
- Rue Archereau
- Rue des Ardennes
- Place de l’Argonne
- Rue de l’Argonne
- Place Armand-Carrel
- Rue Armand-Carrel
- Villa Armand-Fallières
- Allée Arthur-Honegger
- Rue Arthur-Rozier
- Voie AT/19
- Passage de l’Atlas
- Rue de l’Atlas
- Rue d’Aubervilliers
- Place Auguste-Baron
- Rue Augustin-Thierry

### B
- Voie B/19
- Rue Barbanègre
- Rue Barrelet-de-Ricou
- Rue Baste
- Place de la Bataille-de-Stalingrad
- Rue de Belleville
- Rue de Bellevue
- Villa de Bellevue
- Rue Bellot
- Avenue du Belvédère
- Rue Benjamin-Constant
- Voie BG/19
- Voie BH/19
- Sente à Bigot
- Passage Binder
- Place de Bitche
- Voie BJ/19
- Voie BL/19
- Rue Blanche-Antoinette
- Voie BN/19
- Villa des Boers
- Rue des Bois
- Villa du Bois-d’Orme
- Villa Boléro
- Square Bolivar
- Rue Botzaris
- Square des Bouleaux
- Rue Bouret
- Passage de la Brie
- Allée du Brindeau
- Voie BT/19
- Rue Burnouf
- Villa des Buttes-Chaumont
- Voie BZ/19

### C
- Voie C/19
- Rue de Cahors
- Rue de Cambo
- Rue de Cambrai
- Villa Cantate
- Allée des Cardinoux
- Rue Carducci
- Rue Carolus-Duran
- Rue des Carrières-d’Amérique
- Rue Cavendish
- Quai de la Charente
- Rue Charles-Monselet
- Place Charles-Tillon
- Rue des Chaufourniers
- Rue de Chaumont
- Rue du Chemin-de-Fer
- Rue des Cheminets
- Villa Claude-Monet
- Rue Clavel
- Rue de la Clôture
- Rue Clovis-Hugues
- Rue de Colmar
- Place du Colonel-Fabien
- Boulevard de la Commanderie
- Rue Compans
- Avenue Corentin-Cariou
- Rue de la Corrèze
- Voie CP/19
- Voie CR/19
- Passage de Crimée
- Rue de Crimée
- Villa de Cronstadt
- Voie CS/19
- Voie CT/19
- Voie CU/19
- Rue Curial
- Villa Curial
- Voie CV/19
- Voie CW/19
- Voie CX/19
- Voie CY/19
- Voie CZ/19

### D
- Voie D/19
- Voie DA/19
- Rue Dampierre
- Hameau du Danube
- Villa du Danube
- Allée Darius-Milhaud
- Rue David-d’Angers
- Voie DB/19
- Voie DC/19
- Voie DD/19
- Voie DE/19
- Avenue Debidour
- Rue Delesseux
- Rue Delouvain
- Rue du Département
- Passage Desgrais
- Voie DF/19
- Voie DG/19
- Voie DH/19
- Voie DI/19
- Allée Diane-de-Poitiers
- Square du Diapason
- Voie DJ/19
- Voie DK/19
- Voie DN/19
- Rue du Docteur-Lamaze
- Rue du Docteur-Potain
- Sente des Dorées
- Passage Dubois
- Rue des Dunes
- Rue Duvergier

### E
- Voie ED/19
- Rue Edgar-Poe
- Rue Edgar-Varèse
- Place de l’Édit-de-Nantes
- Rue Édouard-Pailleron
- Rue de l’Égalité
- Voie EI/19
- Allée des Eiders
- Voie EL/19
- Rue Émélie
- Rue Émile-Bollaert
- Rue Émile-Desvaux
- Villa Émile-Loubet
- Rue Émile-Reynaud
- Voie EN/19
- Rue de l’Encheval
- Voie EO/19
- Rue de l’Équerre
- Promenade Éric-Tabarly
- Rue Erik-Satie
- Rue de l’Escaut
- Rue Eugène-Jumin
- Villa Eugène-Leblanc
- Rue Eugénie-Cotton
- Rue Euryale-Dehaynin
- Rue Evette

### F
- Villa Félix-Faure
- Rue Fessart
- Place des Fêtes
- Rue des Fêtes
- Avenue de Flandre
- Passage de Flandre
- Villa Fleurie
- Cité Florentine
- Place de la Fontaine-aux-Lions
- Allée de Fontainebleau
- Villa de Fontenay
- Rue Forceval
- Passage des Fours-à-Chaux
- Rue Francis-Ponge
- Place Francis-Poulenc
- Rue François-Pinton
- Rue de la Fraternité
- Rue Frédéric-Mourlon

### G
- Allée Gabrielle-D’Estrées
- Allée de la Garance
- Rue de la Gare
- Quai de la Garonne
- Rue Gaston-Pinot
- Rue Gaston-Rébuffat
- Rue Gaston-Tessier
- Passage Gauthier
- Rue du Général-Brunet
- Place du Général-Cochet
- Place du Général-Ingold
- Rue du Général-Lasalle
- Avenue du Général-San-Martin
- Rue Georges-Auric
- Rue Georges-Lardennois
- Allée Georges-Recipon
- Rue Georges-Thill
- Rue Germaine-Tailleferre
- Quai de la Gironde
- Passage Goix
- Rue Goubet
- Rue de la Grenade
- Rue Gresset
- Impasse Grimaud

### H
- Voie H/19
- Rue de la Haie-Coq
- Rue du Hainaut
- Place Hannah-Arendt
- Rue Hassard
- Villa d’Hauterive
- Rue d’Hautpoul
- Rue Haxo
- Rue Hector-Guimard
- Place Henri-Fiszbin
- Rue Henri-Murger
- Rue Henri-Noguères
- Rue Henri-Ribière
- Rue Henri-Turot
- Cité Hiver

### I
- Boulevard d’Indochine
- Rue de l’Inspecteur-Allès
- Villa des Iris

### J
- Rue Jacques-Duchesne
- Cité Jandelle
- Rue Janssen
- Rue Jean-Baptiste-Sémanaz
- Avenue Jean-Jaurès
- Rue Jean-Ménans
- Rue Jean-Nohain
- Rue Jean-Oberlé
- Rue Jean-Quarré
- Place Jean-Rostand
- Promenade Jean-Vigo
- Impasse de Joinville
- Place de Joinville
- Rue de Joinville
- Rue Jomard
- Rue Joseph-Kosma
- Villa Jules-Laforgue
- Rue Jules-Romains
- Place Jules-Senard

### K
- Rue de Kabylie

### L
- Square La Champmeslé
- Rue Labois-Rouillon
- Rue Lally-Tollendal
- Square du Laonnais
- Rue Lassus
- Avenue de Laumière
- Rue Lauzin
- Rue Legrand
- Rue du Léman
- Rue Léon-Giraud
- Cité Lepage
- Rue de la Liberté
- Rue des Lilas
- Villa des Lilas
- Quai de la Loire
- Rue de Lorraine
- Villa de Lorraine
- Quai du Lot
- Allée Louise-Labé
- Rue Louise-Thuliez
- Rue de Lunéville

### M
- Voie M/19
- Boulevard Macdonald
- Rue Magenta
- Rue Manin
- Villa Manin
- Place du Maquis-du-Vercors
- Villa Marceau
- Place Marcel-Achard
- Villa Marcel-Lods
- Rue des Marchais
- Allée Marius-Barroux
- Quai de la Marne
- Rue de la Marne
- Impasse du Maroc
- Place du Maroc
- Rue du Maroc
- Rue de la Marseillaise
- Rue Mathis
- Avenue Mathurin-Moreau
- Villa Maurice-Rollinat
- Passage des Mauxins
- Rue de Meaux
- Rue Mélingue
- Passage de Melun
- Quai de Metz
- Rue de la Meurthe
- Rue Meynadier
- Rue Michel-Tagrine
- Rue des Mignottes
- Rue Miguel-Hidalgo
- Avenue Moderne
- Rue Monjol
- Passage du Montenegro
- Passage de la Moselle
- Rue de la Moselle
- Rue de Mouzaïa

### N
- Voie N/19
- Passage Nafissa-Sid-Cara
- Rue de Nantes
- Rue Nicole-Chouraqui
- Avenue du Nouveau-Conservatoire
- Rue du Noyer-Durand

### O
- Quai de l’Oise
- Rue de l’Oise
- Allée des Orgues-de-Flandre
- Rue de l’Orme
- Rue de l’Ourcq

### P
- Voie P/19
- Cité du Palais-Royal-de-Belleville
- Rue de Palestine
- Terrasse du Parc
- Villa du Parc
- Rue Paul-de-Kock
- Place Paul-Delouvrier
- Rue Paul-Laurent
- Villa Paul-Verlaine
- Rue de Périgueux
- Allée Pernette-Du-Guillet
- Impasse Petin
- Rue Petit
- Rue Petitot
- Route des Petits-Ponts
- Rue Philippe-Hecht
- Rue Pierre-Girard
- Rue Pierre-Jean-Jouve
- Allée Pierre-Mollaret
- Rue Pierre-Reverdy
- Passage du Plateau
- Rue du Plateau
- Avenue de la Porte-Brunet
- Avenue de la Porte-Chaumont
- Avenue de la Porte-d’Aubervilliers
- Avenue de la Porte-de-la-Villette
- Avenue de la Porte-de-Pantin
- Place de la Porte-de-Pantin
- Avenue de la Porte-des-Lilas
- Avenue de la Porte-du-Pré-Saint-Gervais
- Cité Pottier
- Rue Pradier
- Rue Préault
- Rue du Pré-Saint-Gervais
- Rue de la Prévoyance
- Villa du Progrès

### R
- Voie R/19
- Rue Rampal
- Rue Raoul-Wallenberg
- Rue Raymond-Radiguet
- Rue Rébeval
- Villa Rémi-Belleau
- Rue Rémy-de-Gourmont
- Villa de la Renaissance
- Avenue René-Fonck
- Rue du Rhin
- Place Rhin-et-Danube
- Impasse des Rigaunes
- Villa Rimbaud
- Rue Riquet
- Rue de Romainville
- Rue de Rouen
- Rue Rouvet

### S
- Voie S/19
- Villa Sadi-Carnot
- Rue Sadi-Lecointe
- Cité Saint-Chaumont
- Impasse Saint-Vincent
- Avenue Secrétan
- Quai de la Seine
- Rue des Sept-Arpents
- Cours du Septième-Art
- Boulevard Sérurier
- Rue Sigmund-Freud
- Promenade Signoret-Montand
- Avenue Simon-Bolivar
- Villa des Sizerins
- Place Skanderbeg
- Rue de Soissons
- Rue de la Solidarité
- Rue des Solitaires
- Villa Sonatine
- Sentier de la Station
- Cité Stemler
- Passage du Sud

### T
- Rue Tandou
- Rue de Tanger
- Passage de Thionville
- Rue de Thionville
- Villa Toccata
- Rue de Toulouse
- Rue du Tunnel

### U
- Voie U/19

### V
- Passage de Verdun
- Square du Vermandois
- Square du Vexin
- Boulevard de la Villette
- Galerie de la Villette
- Rue de la Villette
- Rue Vincent-Scotto

### W
- Passage Wattieaux

### Y
- Voie Y/19